# Free bleeding

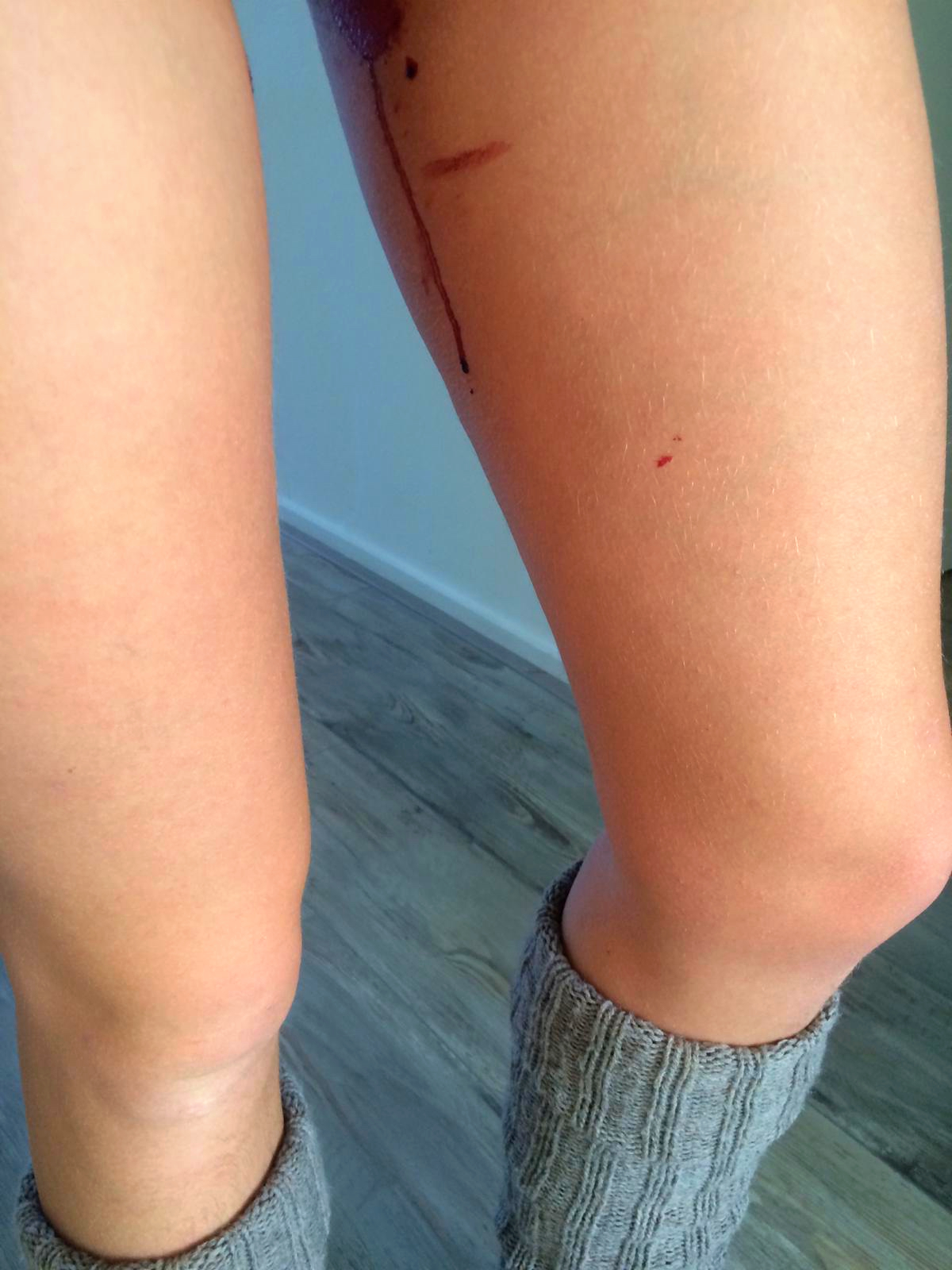
Een menstruerende vrouw die free bleeding toepast.

Free bleeding (letterlijk vertaald: vrij bloeden) is een begrip uit het feminisme waarmee het menstrueren wordt bedoeld zonder het gebruik van tampons, maandverband, menstruatiecups of andere menstruatieproducten om menstruatiebloed op te vangen of te absorberen.

## Geschiedenis
Free bleeding ontstond in de jaren zeventig als reactie op het toxischeshocksyndroom (ook bekend als de 'tamponziekte'). Dit betreft een zeldzame maar ernstige infectie die onder andere kan worden veroorzaakt wanneer bacteriën groeien in tampons die niet tijdig worden verwijderd of vervangen.